# Cordillera Prebética
El sistema Prebético, cordillera Prebética o simplemente Prebético, está situado en el sureste de España y es la zona más externa de la fosa Bética y desde el punto de vista de su situación geográfica, la parte más septentrional de todo el conjunto de las cordilleras Béticas en España.

## Litología
El Prebético no aparece en la parte más occidental de la cordillera. Se extiende desde Martos hacia el este penetrando en la región murciana. Desde Martos hacia el occidente no hay Prebético. Limita al norte con la depresión Bética y por el sur con el Subbético de los geólogos. Desde el punto de vista litológico el Prebético presenta una serie de rasgos interesantes y que lo van a diferenciar de lo que es el Subbético.
En primer lugar el zócalo premesozoico no aflora en esta zona, tampoco existen rocas magmáticas y volcánicas exceptuando afloraciones de vulcanismo postorogénicas. Los materiales que lo forman se formaron en un mar poco profundo, esto se manifiesta en el tipo de materiales y también en la existencia de lagunas estratigráficas —carencia de un estrato debido a que no se dieron las condiciones necesarias para que se produjera la sedimentación— debido a movimientos epirogénicos —subida de la tierra— y movimientos eustáticos —descenso del mar— que hizo que esta zona estuviera emergida por lo que no había sedimentación. Los materiales predominantes son calizas, margas y areniscas.

## Estructura tectónica
La estructura tectónica es poco compleja; la cobertera sedimentaria despegada del zócalo ha sufrido un empuje alpino poco intenso, por lo tanto ha formado pliegues de poca intensidad. Pero al estar compuesta por materiales diferentes, más o menos rígidos y de gran espesor (calizas) al sufrir el empuje alpino se han roto dando lugar a fallas y a cabalgamientos. El despegue de los materiales sedimentarios con respecto al zócalo se ha favorecido por la existencia entre ambos de una capa de trias margoso yesífero, que ha actuado como lubrificante.
En el Prebético encontramos pliegues de tipo jurásico que la erosión posterior ha convertido en un relieve invertido, así encontramos sinclinales elevados y los anticlinales hundidos debido a la erosión ya que existen unos materiales más blandos que otros. (Sierra de Cazorla, Segura, las Villas y Mágina).

## Sierras
De oeste a este:
- Sierra de Cazorla
- Sierra de Segura
- Sierra de Alcaraz
- Sierra de Castril
- Sierra de Cabrilla
- Sierra Seca
- Sierra de la Sagra y Sierra Mágina, ambas también pertenecientes al Sistema Subbético
- Sierra del Taibilla
- Sierra de María, coincidente con el Sistema Penibético
- Sierra de Salinas
- Sierra de Abanilla
- Sierra de Crevillente
- Sierra de Orihuela
- Sierra de Callosa
- Sierra del Cid
- Sierra del Maigmó
- Sierra de Mariola
- Sierra de Aitana
- Montgó
- Sierra de Bernia
- Peñón de Ifach
- Sierra Grossa